# 正顺庙
正顺庙位于中华人民共和国福建省三明市三元区河西路6号，是三明境内始建年代最早、保存最完好的木构建筑，庙内祀奉地方神谢祐。2006年，正顺庙被列为第六批全国重点文物保护单位。

## 历史
据庙志的记载，正顺庙是为纪念曾护国佑民的当地人谢祐（又称谢佑）而建的，谢祐于北宋治平二年（1065年）出生在当地白水（今中村乡白水村），年少时受启蒙于黄裳，20岁时遇高人修习，后得道回乡，在历西（今列西街道一带）护佑民众，元祐二年（1087年）逝世。当地感念其护民有功，时有流传关于谢佑的传说。宋廷得知谢祐事迹后，先后敕封他为“广惠将军显烈尊王”和“日月盈光大帝”，淳熙十六年（1189年）赐庙额“正顺”。
绍定六年（1233年），历西人罗成祖捐献地基，开建正顺庙，以供奉谢祐。建成后，正顺庙香火不断，建筑历经元代、明代、清代及民国多次修缮和重建。1930年代末，中华民国福建省保安处借用正顺庙址办公，民国33年（1944年）4月至翌年5月，中央警官学校第二分校征用正顺庙办学，培养用以接管台湾的警务人员。此后至中华人民共和国成立之初，正顺庙短暂归还列西村民所有，1950年代被福建省第一建筑工程公司和梅列林业采购站征用，成为医疗场所、库房及员工宿舍。文化大革命时期，作为宿舍的正顺庙免遭破坏，建筑木质结构基本保存完好。
1983年（一说1982年），国家文物局、福建省人民政府及三明市人民政府相继拨款对正顺庙进行修缮。1984年，三明市将正顺庙列为第一批市级文物保护单位，并成立正顺庙文物管理所，1986年，新成立的三明市博物馆选取正顺庙作为馆舍，与正顺庙文物管理所合署办公，同年，因梅列区旧城改造，原位于列东村的荣先祠被整体搬迁至正顺庙保护范围内（主殿北侧），并在1991年入选三明市文物保护单位。1995年，三明市发生特大洪灾，正顺庙、荣先祠受到损毁后得以修复，1996年9月，福建省将正顺庙公布为第四批省级文物保护单位。
2002年—2003年，三明市博物馆在正顺庙内新建了山门和两座仿古展览楼。2006年，正顺庙被中华人民共和国国务院列入全国重点文物保护单位。2012年，三明市博物馆新馆在三元区贵溪洋新区建成开馆，正顺庙不再作为博物馆馆舍使用。2016年，经三明市博物馆研究决定，在正顺庙和荣先祠复办展览。

## 建筑
正顺庙现存主要建筑为明朝建筑，亦保留有宋代建筑风格，保护范围内的古建筑群由山门、主殿、荣先祠和庭院等构成，坐西北朝东南，建筑总面积17300平方米，占地4546平方米，平面呈矩形，天井四周围以前堂、两厢、正堂，两侧则有夹弄。主殿建筑面积约530平方米，面阔七间，进深五间，抬梁穿斗混用式木构架，单檐歇山顶，明间以四根直径40厘米的金柱支撑，梭柱、柱础、台阶仍为宋代遗存，梁架、斗拱和木雕留有元代建筑风格，留存有花卉、人物、传说相关的图案。牌楼、厢房则分别为清代、民国时期所建，牌楼上的“正顺”匾额据称为宋孝宗御笔。